# 布莉·歐森
布莉·歐森（英語：Bree Olson，1986年10月7日—）是名美國色情演員及閣樓寵物。
歐森在2006年11月進入成人電影界，曾與數位遊樂場（Digital Playground）、優雅天使（Elegant Angel）和紅燈區影帶公司（Red Light District Video）等製作公司合作。她在2007年與亞當與伊芙（Adam & Eve）簽下三年合約。歐森從小就希望成為一位色情演員，但一直到20歲與交往四年的男友分手後才進入成人電影界。她已演出超過170部影片，並被選為2008年3月的阁楼寵物。
歐森曾演出實境秀《Keeping Up with the Kardashians》，並登上《Opie and Anthony》、《The Howard Stern Show]》《Insomniac with Dave Attell》、《Spike Guys' Choice Awards》、《James Gunn's PG Porn》等節目和饒舌歌手佛羅里達的《Zoosk Girl》音樂錄影帶。
歐森的外祖父母為烏克蘭人。她表示為集中營倖存者的外祖母是她的大英雄。歐森曾在訪談中表示自己是無神論者。

## 圖集

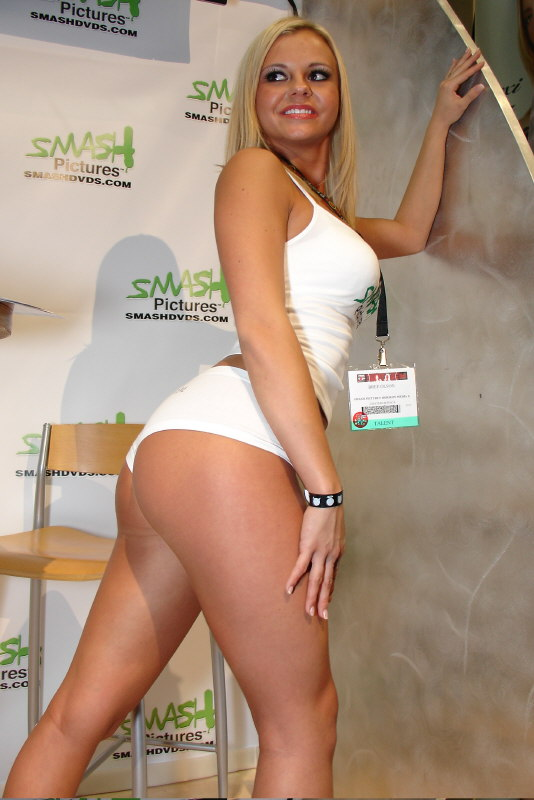
歐森於2007年的AVN成人娛樂博覽會會場
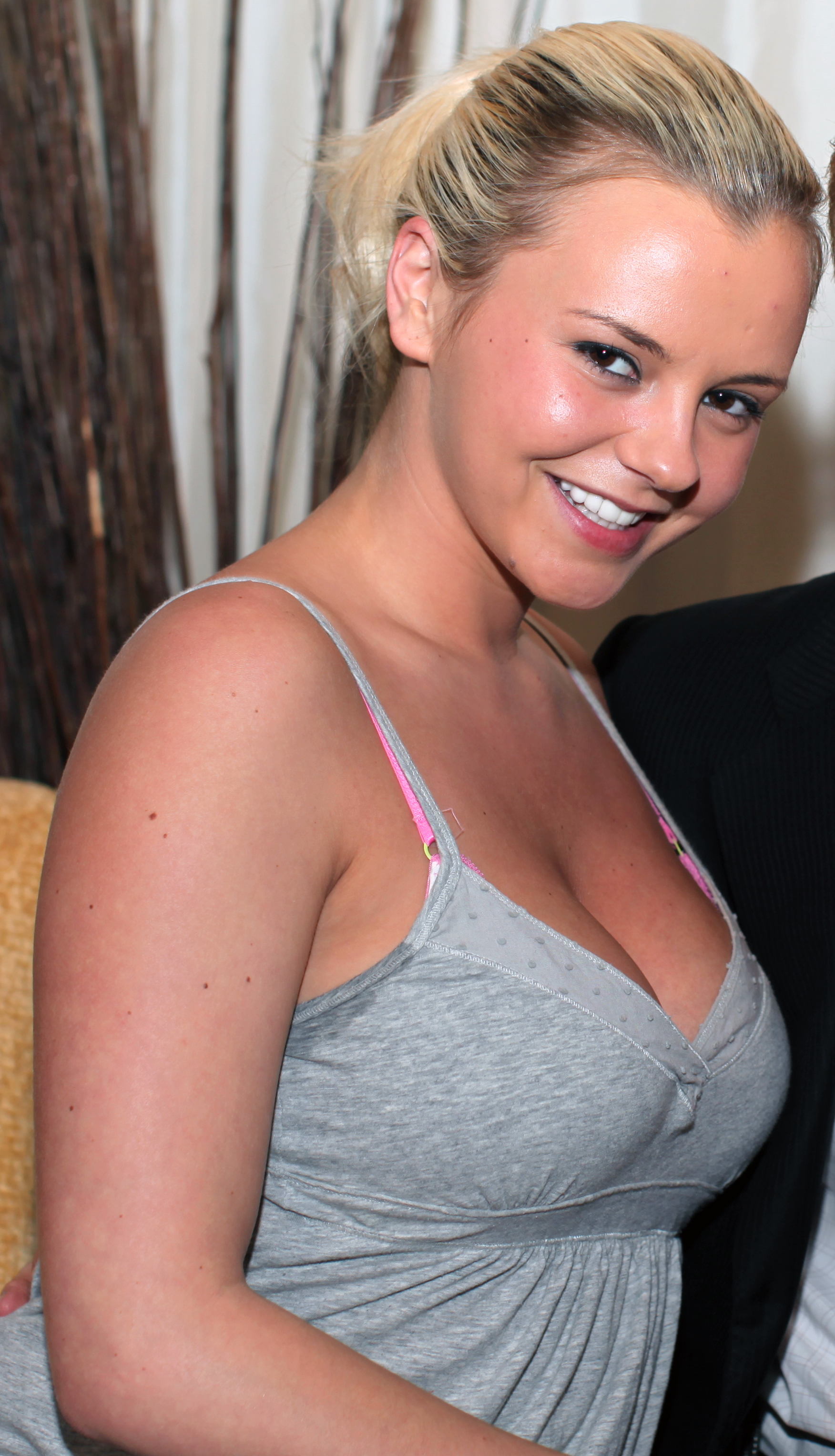
歐森於2009年在加州聖莫尼卡的303工作室
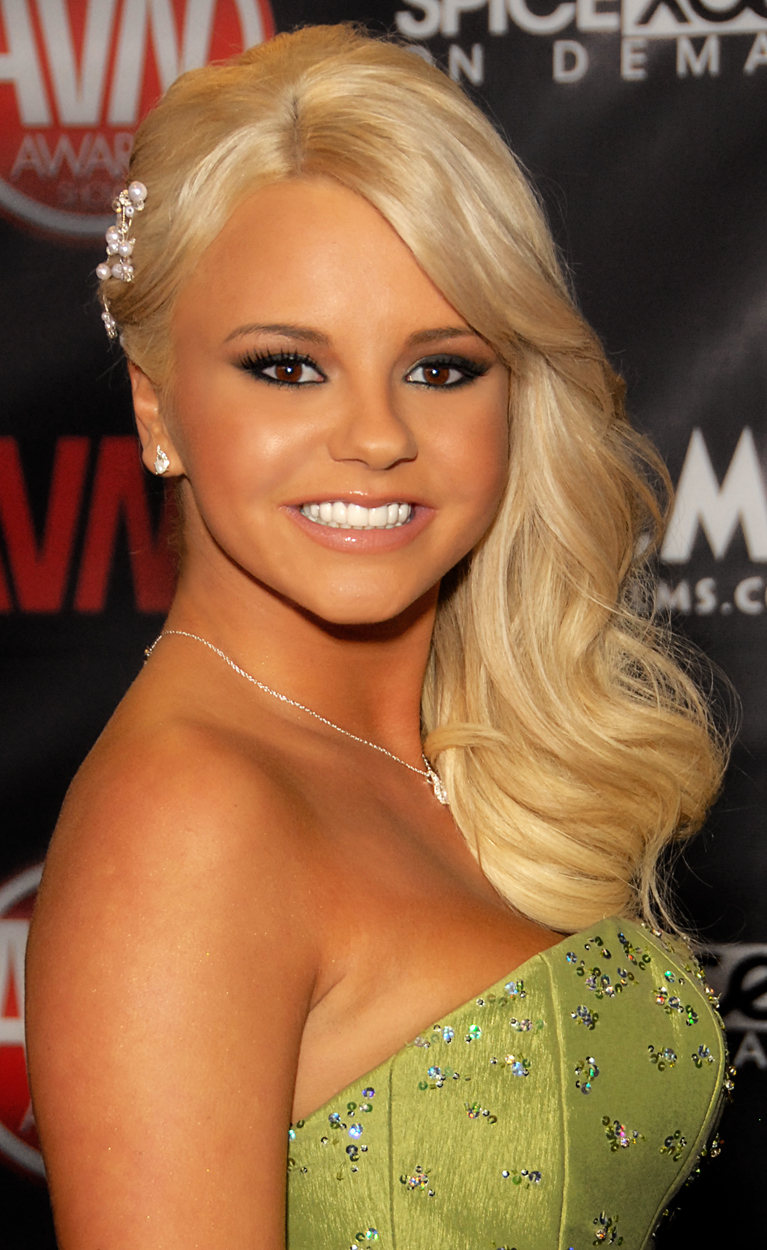
歐森於2010年的AVN成人娛樂博覽會會場
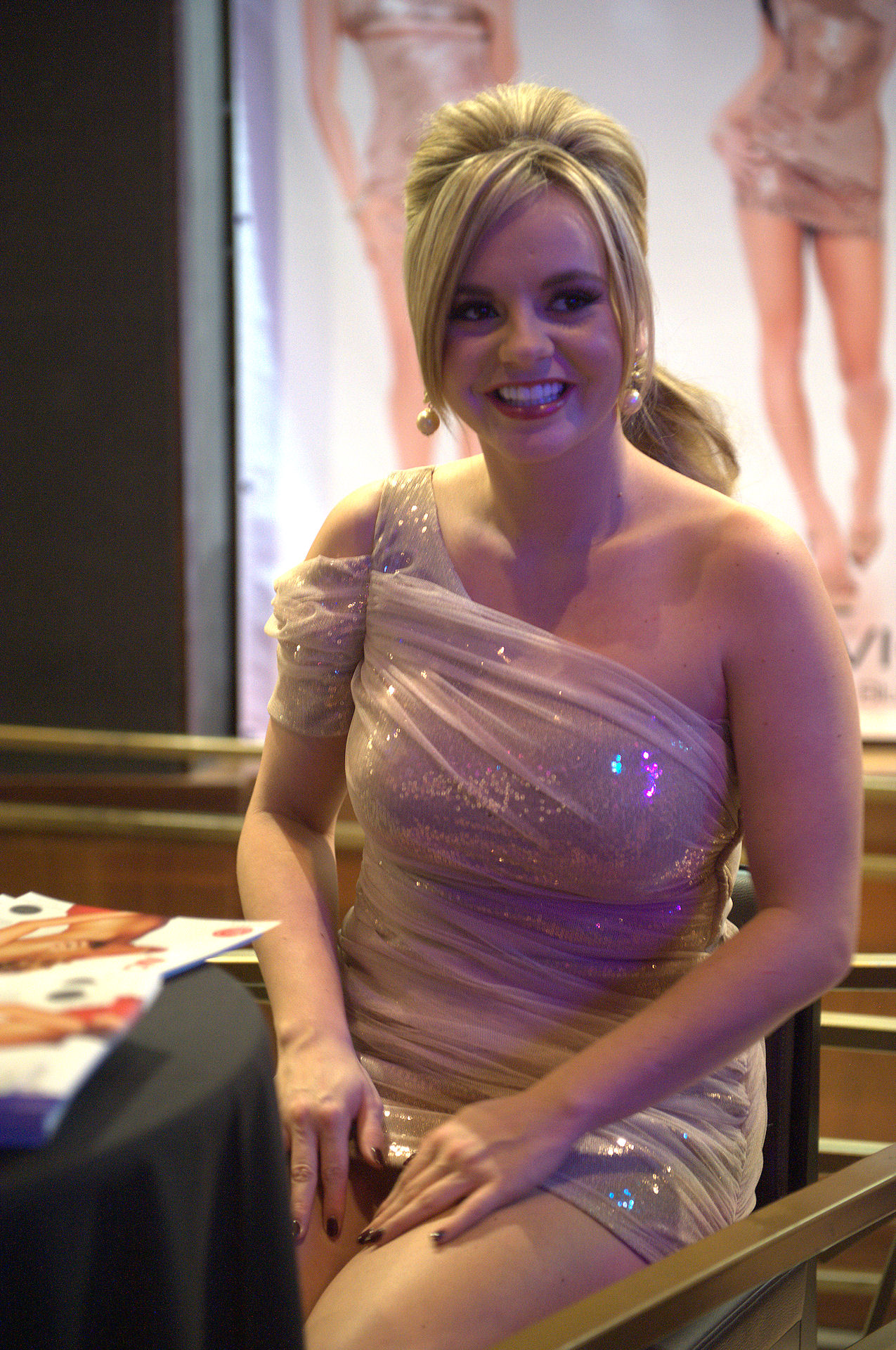
歐森於2012年的AVN成人娛樂博覽會會場

## 外部連結
- 官方网站
- 布莉·歐森的MySpace主頁
- 布莉·歐森的X（前Twitter）
- 布莉·歐森的Facebook專頁
- 布莉·歐森的Instagram帳戶